# Yanggu
Yanggu (Hán Việt: Dương Khẩu) là một quận ở đạo (tỉnh) Gangwon, Hàn Quốc. Quận này có diện tích 700,8 km², dân số năm 2000 là 24.027 người.
Phía bắc quận Yanggu đã từng thuộc tiền tuyến của phần lớn thời kỳ chiến tranh Triều Tiên, và ngày nay giáp với khu phi quân sự.  Nhiều chiến trường thời chiến tranh Triều Tiên nằm ở quận này.

## Đơn vị kết nghĩa
- Giám Lợi, Kinh Châu, Trung Quốc